# Juan Fernando López Aguilar

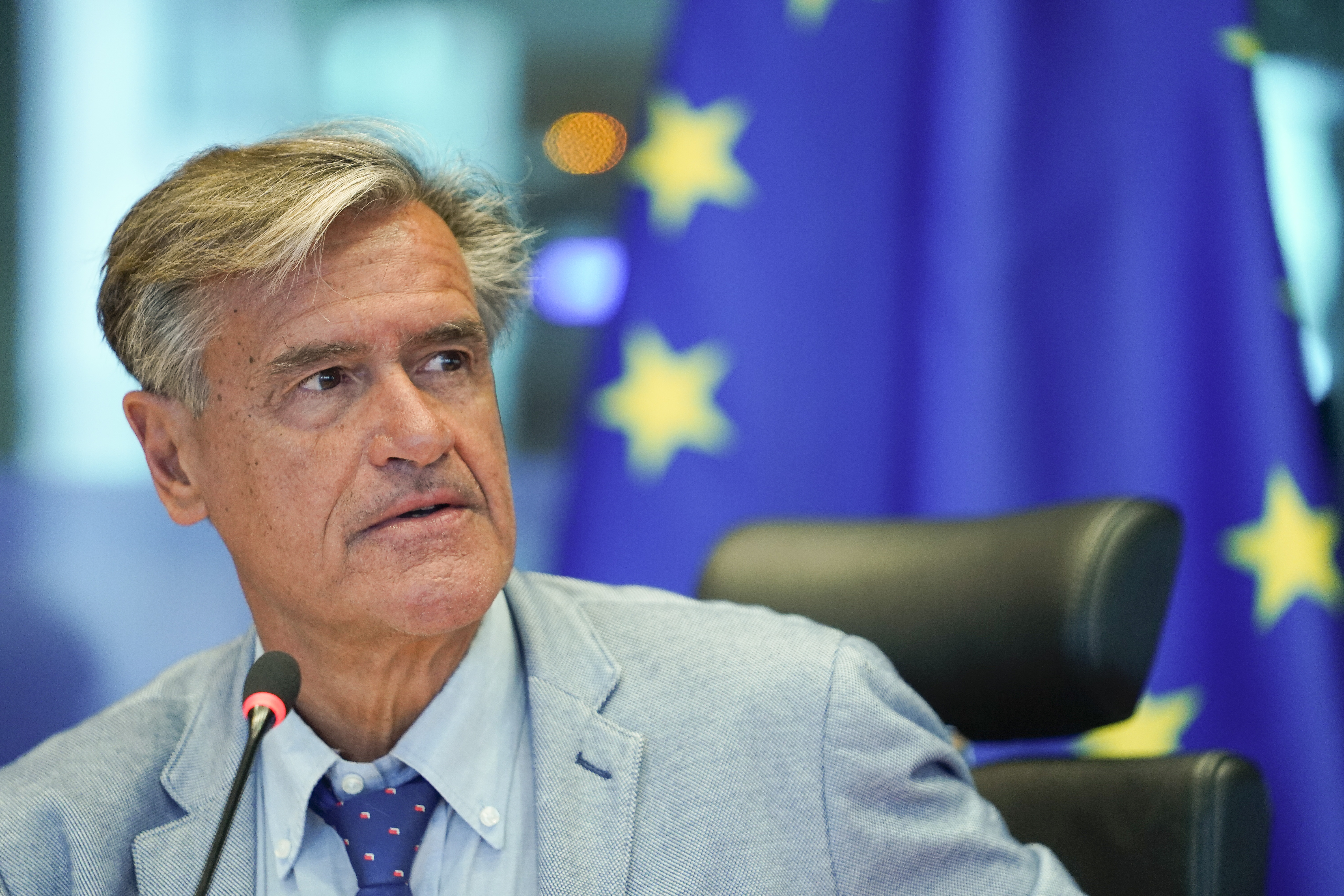
Juan Fernando López Aguilar (2024)

Juan Fernando López Aguilar (* 10. Juni 1961 in Las Palmas de Gran Canaria, Spanien) ist ein spanischer Politiker. Er ist Mitglied der sozialistischen Arbeiterpartei Spaniens PSOE und Mitglied des Europäischen Parlaments. Zuvor war er unter anderem von 2004 bis 2007 spanischer Justizminister.

## Leben
Juan Fernando López Aguilar ist nicht verheiratet.
López Aguilar schloss ein Jurastudium an der Universität Granada ab, ein Politik- und Soziologiestudium an der Universität Complutense in Madrid und Rechtswissenschaften an der Universität Boston. An der Universität Bologna erlangte er die Jura-Promotion. 1993 wurde er Professor für Verfassungsrecht an der Universität Las Palmas de Gran Canaria.
Dann erlangte er die Jean-Monnet-Professur für Recht und Europäische Integration und einen Master of Arts in Law & Diplomacy an der Fletcher School of Law & Diplomacy (Massachusetts).

## Politische Laufbahn
1983 trat López Aguilar der sozialistischen Arbeiterpartei Spaniens PSOE bei. Zwischen 1990 und 1993 war er parlamentarischer Berater der Justizminister Enrique Múgica und Tomás Quadra-Salcedo. Von 1993 bis 1996 war Aguilar Leiter des Ministerbüros bei Minister Jerónimo Saavedra in den Ministerien für Öffentliche Verwaltung und Bildung. Seit 1996 ist López Aguilar Abgeordneter im spanischen Parlament, den Cortes. 1999 war er Spitzenkandidat der PSOE zur Präsidentschaft der Regierung der Kanarischen Inseln. Seit Juli 2000 war er Sekretär für Öffentliche Freiheiten und die Entwicklung der Autonomen Regionen im Vorstand der PSOE.
Vom 18. April 2004 bis 12. Februar 2007 war López Aguilar Justizminister der Regierung Zapatero.
Am 28. Oktober 2006 wurde López Aguilar offiziell zum Kandidaten der PSOE zur Präsidentschaft der Kanarischen Inseln für die Regionalwahl am 27. Mai 2007 ernannt, für diese er im Februar 2007 von seinem Amt als Justizminister in Spanien zurücktrat. Seine Partei erlangte bei dieser Wahl 34,6 Prozent der Stimmen und wurde die stärkste Fraktion. Nach den Koalitionsverhandlungen gelang es allerdings Paulino Rivero Baute von der regionalistischen Coalición Canaria (CC), mit Hilfe der konservativen Partido Popular (PP) zum Präsidenten der Kanarischen Inseln ernannt zu werden.
Am 20. Oktober 2007 wurde López Aguilar mit 92,97 Prozent der Stimmen zum neuen Generalsekretär der kanarischen Sozialisten (Partido Socialista de Canarias - PSC, kanarischer Ableger der PSOE) gewählt. Er löste damit seinen Vorgänger Juan Carlos Alemán ab, der dieses Amt seit 1988 innehatte. Bei der Europawahl in Spanien 2009 trat López Aguilar als Spitzenkandidat der PSOE an und erzielte erwartungsgemäß einen Sitz im Europäischen Parlament, wo er zum Vorsitzenden des Ausschusses für bürgerliche Freiheiten, Justiz und Inneres gewählt wurde.
Im April 2015 wurde López Aguilar aus der S&D-Fraktion ausgeschlossen, nachdem die Staatsanwaltschaft Ermittlungen gegen ihn aufgenommen hatte.